# Guilherme VII da Aquitânia
Guilherme VII da Aquitânia (1023 - outubro de 1058) teve como nome de batismo: Pierre-Guillaume e foi Duque da Aquitânia e conde de Poitou (com o nome de guilherme V). 

## Biografia
Foi o Duque da Aquitânia e conde de Poitou (com o nome de guilherme V) entre 1039 e até à sua morte, seguindo-se-lhe o seu meio-irmão de Odo da Gasconha (c. 1010 – 10 de março de 1039).
Guilherme VII era o terceiro filho de Guilherme V da Aquitânia, o mais velho tido com a sua terceira esposa, Inês de Borgonha. Ele era irmão-de-lei de Henrique III, Sacro Imperador Romano-Germânico, que se casou com sua irmã Inês da Aquitânia (1025 – 14 de dezembro de 1077). 
Sua mãe foi casada com Geoffrey Martel, Conde de Anjou durante o seu governo do condado. Guilherme ganhou grande parte do seu património numa guerra com o seu meio-irmão Odo da Gasconha, que foi morto na Batalha em Mauzé. Apesar de adquirir poder sobre os territórios conquistados, não teve grande sucesso no seu governo, pois a Gasconha sempre se considerou como território ocupado.
Geoffrey Martel recusou-se a conceder-lhe os territórios que ganhou nos reinados de seus antecessores, esse facto levou a que Guilherme pega-se em armas contra Geoffrey para tentar recuperar o património pela força das armas, chegando a cercar Geoffrey em Saumur quando morreu de disenteria.

## Relações familiares
Foi filho de Guilherme V da Aquitânia (969 - 31 de janeiro de 1030) e de Inês de Mâcon (995 - 1065). Casou com Ermesinda de Longwy (1025 -?), filha de Adalberto da Lorena (c. 1000 - 11 de novembro de 1048) e de Clemência de Foix (1015 -?), de quem teve:
1. Clemência da Aquitânia , que se casou com Conrado I de Luxemburgo (1040 - 8 de agosto de 1086), Conde de Luxemburgo
2. Inês de Poitou (ou Aquitania) (c.1052 - depois de 18 de junho de 1089), que se casou com Pedro I de Saboia.